# Palmyra (atollo)
L'atollo di Palmyra, detto brevemente Palmyra, è un atollo situato nell'Oceano Pacifico settentrionale.

## Ubicazione e descrizione
È compreso nella parte settentrionale dell'arcipelago delle Sporadi Equatoriali, e appartenente alle Isole minori esterne degli Stati Uniti d'America.

La bandiera locale non ufficiale di Palmyra

L'isola è di proprietà privata (dell'ente statunitense  The Nature Conservancy), ma è sottoposta alla giurisdizione statunitense, e amministrata direttamente dal Ministero degli interni (United States Department of the Interior).
L'atollo ha una superficie di 6,9 km². La locazione esatta è 5°52′N 162°06′W. Geograficamente, Palmyra fa parte dell'arcipelago Sporadi equatoriali, a nord di Kiribati, quasi a metà strada tra le Hawaii e le Samoa Americane. È ricoperta da una fitta foresta di Pisonia grandis.
L'isola ha come bandiera ufficiale quella degli Stati Uniti, tuttavia ne esiste una secondaria.

## Galleria d'immagini

localizzazione nell'ambito dell'Oceania
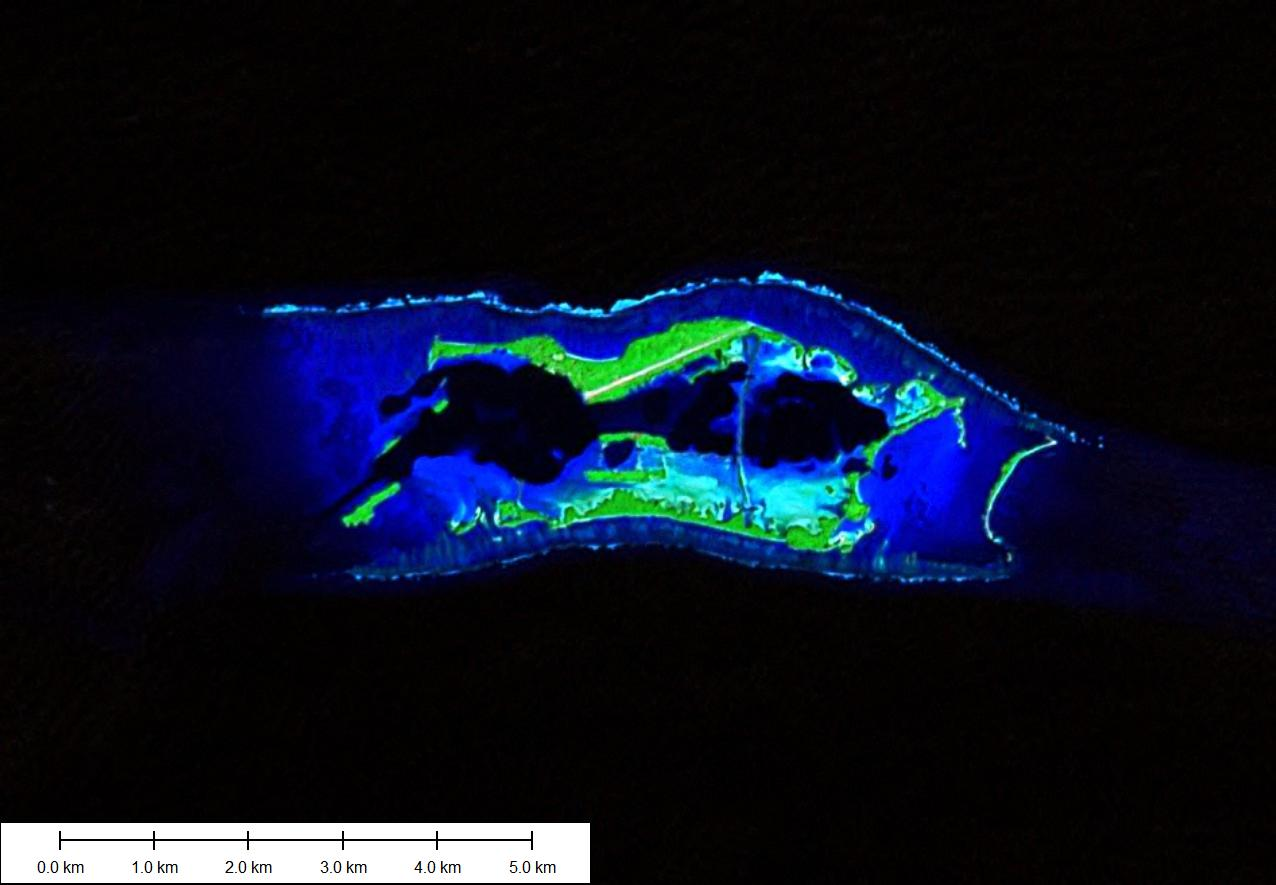
Vista satellitare
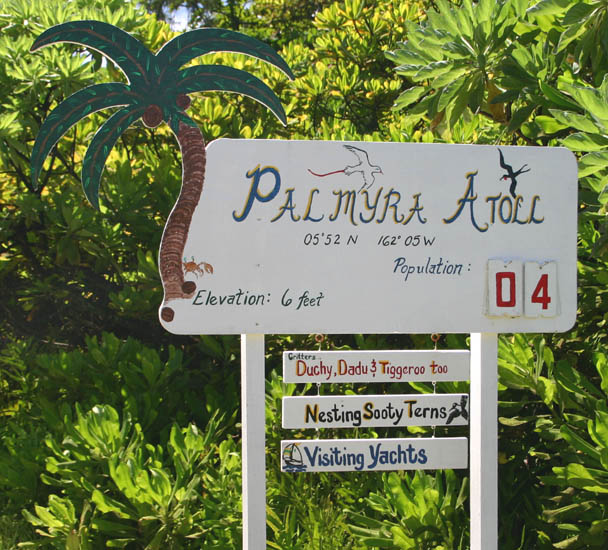
Cartello nell'atollo di Palmyra
Barriera corallina nei pressi dell'atollo